# Albert Dumont
Albert Dumont (Scey-sobre-Saona-y-Santo-Albin, 21 de enero de 1842-La Queue-les-Yvelines -, 11 de agosto de 1884) es un helenista y arqueólogo francés, fundador de la École française de Rome.

## Biografía
Hizo sus estudios en la École normale supérieure y fue recibido primero en la agregación de historia. Miembro de la Escuela Francesa de Atenas de 1864 a 1868, practicó el estudio sistemático de los documentos arqueológicos, visitó las colecciones particulares griegas y estableció catálogos.
Convertido en director de la Escuela francesa de Atenas (1875-1879), llegó a hacer de la Escuela un competidor a la altura del Instituto alemán y fundó el Bulletin de correspondance hellénique y la Bibliothèque des écoles d'Athènes et de Rome.
Dumont fue el primer miembro de la Escuela de Atenas en interesarse por la Prehistoria. Manteuvo informes con Gabriel de Mortillet, analizó las cerámicas de Santorini recogidas en 1870 y procedió al estudio de las inscripciones cerámicas estableciendo un verdadero corpus admirado incluso por los sabios alemanes.
En 1870, con Jules Chaplain, obtuvo una misión del ministerio de la Instrucción pública para estudiar los vasos pintados griegos y descubrir su procedencia. Desgraciadamente, el estallido de la Guerra franco-prusiana de 1870 puso fin a la misión. Con la paz, pudieron retomar sus trabajos.
Apoyado por el mundo universitario, Albert Dumont obtuvo por decreto del 25 de marzo de 1873 la creación de un curso de arqueología en Roma y su nombramiento como director de la Escuela francesa de Roma fue el 26 de noviembre de 1874. La abandonó el año siguiente para asumir la dirección de la Escuela francesa de Atenas que transformó en un verdadero instituto de investigación. Formó entonces toda una serie de célebres arqueólogos: Jean Bayet, Raymond Bloch, Maxime Collignon, Théophile Homolle, Jules Martha, Eugène Müntz, Louis Duchesne y Edmond Pottier.
Director de enseñanza superior de 1879 a 1884, reorganizó toda la universidad francesa, introdujo la arqueología, creó de las cátedras de arqueología en París y Burdeos y confió a Émile Cartailhac un curso de prehistoria en la Facultad de letras de Toulouse.
Fue elegido miembro de la Academia de Inscripciones y Lenguas Antiguas en 1882.

## Trabajos
- Note sur les monuments de l'âge de la pierre trouvés en Grèce, 1866-1867
- Essai sur la chronologie des archontes athéniens postérieurs à la CXIIe Olympiade, 1870
- L'administration et la propagande prussiennes en Alsacea, 1871
- Marques des anses d'amphores, 1872
- Sur les vases d'Acrotiri, in Journal de los sabios, diciembre 1872
- Les vases peints de la Grèce propre, con J. Chaplain, in Journal des savants, septiembre diciembre 1872 y abril septiembre 1873
- nscriptions et monuments de la Thrace. Le Balkan et l'Adriatique, 1873
- Essai sur l'éphébie attique, 1875
- Les Céramiques de la Grèce propre, posth., 1888-1890
- Mélanges d'archéologie et d'épigraphie, posth., 1892